# Bhander
Bhander è una suddivisione dell'India, classificata come nagar panchayat, di 20.667 abitanti, situata nel distretto di Datia, nello stato federato del Madhya Pradesh. In base al numero di abitanti la città rientra nella classe III (da 20.000 a 49.999 persone).

## Geografia fisica
La città è situata a 25° 43' 60 N e 78° 45' 0 E e ha un'altitudine di 210 m s.l.m..

## Società

### Evoluzione demografica
Al censimento del 2001 la popolazione di Bhander assommava a 20.667 persone, delle quali 11.043 maschi e 9.624 femmine. I bambini di età inferiore o uguale ai sei anni assommavano a 3.311, dei quali 1.784 maschi e 1.527 femmine. Infine, coloro che erano in grado di saper almeno leggere e scrivere erano 14.060, dei quali 8.419 maschi e 5.641 femmine.